# Bogève
Bogève ist eine französische Gemeinde im Département Haute-Savoie in der Region Auvergne-Rhône-Alpes.

## Geographie
Bogève liegt auf 917 m Höhe etwa 22 Kilometer östlich der Stadt Genf (Luftlinie). Das Dorf erstreckt sich im oberen Teil des Tals des Foron, am Nordfuß des Bergs Pointe des Brasses in den nordwestlichen Savoyer Alpen; es gehört zum Gebiet des Vallée Verte.
Die Fläche des 7,00 km² großen Gemeindegebiets umfasst einen Abschnitt der westlichen Chablais-Alpen. Das Gebiet wird vom Foron und seinen Quellbächen nach Süden in Richtung Arvetal entwässert. Nach Norden reicht das Gemeindeareal über einen breiten Sattel in das Einzugsgebiet der Menoge im Vallée Verte. Dieser Sattel wird im Westen vom Hügel Le Perret (1072 m), im Osten von der Waldhöhe Plaine Joux (mit 1313 m die höchste Erhebung von Bogève) flankiert. Im Osten verläuft die Grenze auf dem Höhenrücken, der das Foron-Tal vom Vallée du Risse trennt.

### Gemeindegliederung
Zu Bogève gehören neben dem eigentlichen Dorfzentrum verschiedene Weilersiedlungen, darunter:
- Les Chaix (970 m) am Südhang des Perret
- Le Nant (960 m) am östlichen Hang des Forontals
- Le Bosson (1020 m) am östlichen Hang des Forontals
- Chez Bouvier (960 m) nördlich des Sattels von Bogève
- Les Mougis (1074 m)
- La Fargueusaz (1060 m) am Hang oberhalb des Dorfes
- Plaine Joux (1247 m) auf dem Höhenrücken östlich des Dorfes

Nachbargemeinden von Bogève sind Boëge und Villard im Norden, Onnion und Saint-Jeoire im Osten, Viuz-en-Sallaz im Süden sowie Saint-André-de-Boëge im Westen.

## Geschichte
Mit dem Kanton Boëge wechselte Bogève 1939 vom Arrondissement Bonneville zum Arrondissement Thonon-les-Bains.

## Sehenswürdigkeiten
Die Dorfkirche wurde 1832 an der Stelle eines früheren Gotteshauses erbaut. In La Fargueusaz steht eine Kapelle von 1860, die in Privatbesitz ist und deshalb nicht besucht werden kann.

## Bevölkerung
| Jahr                       | 1962 | 1968 | 1975 | 1982 | 1990 | 1999 |
| Einwohner                  | 430  | 423  | 454  | 490  | 675  | 830  |
| Quellen: Cassini und INSEE |      |      |      |      |      |      |

Mit 1160 Einwohnern (Stand 1. Januar 2022) gehört Bogève zu den kleinen Gemeinden des Département Haute-Savoie. Seit Beginn der 1980er Jahre wurde dank der schönen Wohnlage ein kontinuierliches starkes Wachstum der Einwohnerzahl verzeichnet. Außerhalb des alten Ortskerns entstanden zahlreiche Einfamilienhäuser.

## Wirtschaft und Infrastruktur
Bogève ist noch heute ein überwiegend landwirtschaftlich geprägtes Dorf. Daneben gibt es verschiedene Betriebe des lokalen Kleingewerbes. Einige Erwerbstätige sind Wegpendler, die in den größeren Ortschaften der Umgebung, vor allem im Raum Genf-Annemasse, ihrer Arbeit nachgehen.
Die Ortschaft liegt abseits der größeren Durchgangsstraßen, ist aber über eine Verbindungsstraße, die von Viuz-en-Sallaz nach Villard führt, leicht erreichbar. Oberhalb des Dorfes, aber nicht mehr auf dem Gemeindegebiet von Bogève, befinden sich die Wintersportanlagen des Massif des Brasses (Bergbahn und Skilifte).